# HNLMS De Ruyter (1935.)
HNLMS De Ruyter je laka nizozemska krstarica istoimene klase.
Nakon gradnje kolonijalnih krstarica klase Java (naoružanih s po deset topova kalibra 150 mm) sredinom dvadesetih godina, Nizozemska ratna mornarica je od listopada 1936. za potrebe obrane tadašnje Nizozemske Istočne Indije (sadašnja Indonezija) u floti imala i laku krstaricu Hr.Ms. De Ruyter naoružanu sa sedam topova kalibra 150 mm, deset protuzračnih topova kalibra 40 mm, osam strojnica kalibra 12,7 mm te s dva hidroaviona Fokker C.XI-W.
Najveća istisnina bila je 7669 tona, duljina 170,92 m, širina 15,7 m, a gaz 5,11 m, dok je na krstarici služilo 35 časnika te 438 dočasnika i mornara. Pogonsku skupinu činilo je šest vodocijevnih kotlova tipa Yarrow i dvije turbinske skupine tipa Parsons, svaka snage 24.264,7 kW (33.000 KS), a brod postizao najveću brzinu 32 čvora.
Cijelo vrijeme službe krstarica Hr.Ms. De Ruyter služila je u Nizozemskoj Istočnoj Indiji, a potonula je tijekom bitke u Javanskom moru 28. veljače 1942., pogođena torpedom japanske teške krstarice Haguro.

### Zajednički poslužitelj
|  | Zajednički poslužitelj ima stranicu o temi De Ruyter (ship, 1935)    |
|  | Zajednički poslužitelj ima još gradiva o temi De Ruyter (ship, 1935) |